# 씨비스킷 이야기
씨비스킷 이야기(The Story Of Seabiscuit)는 미국에서 제작된 데이빗 버틀러 감독의 1949년 드라마 영화이다. 셜리 템플 등이 주연으로 출연하였고 윌리엄 제이콥스 등이 제작에 참여하였다.

## 출연

### 주연
- 셜리 템플
- 베리 피츠제럴드

### 조연
- 론 맥칼리스터
- 로즈메리 드캠프
- 도널드 맥브라이드
- 피에르 왓킨
- 윌리엄 포레스트
- 조 헤르난데즈

## 제작진
- 의상: 레아 로즈